# Acalymma doradense
Acalymma doradense là một loài bọ cánh cứng trong họ Chrysomelidae. Loài này được Christensen miêu tả khoa học năm 1943.